# Fußlappen

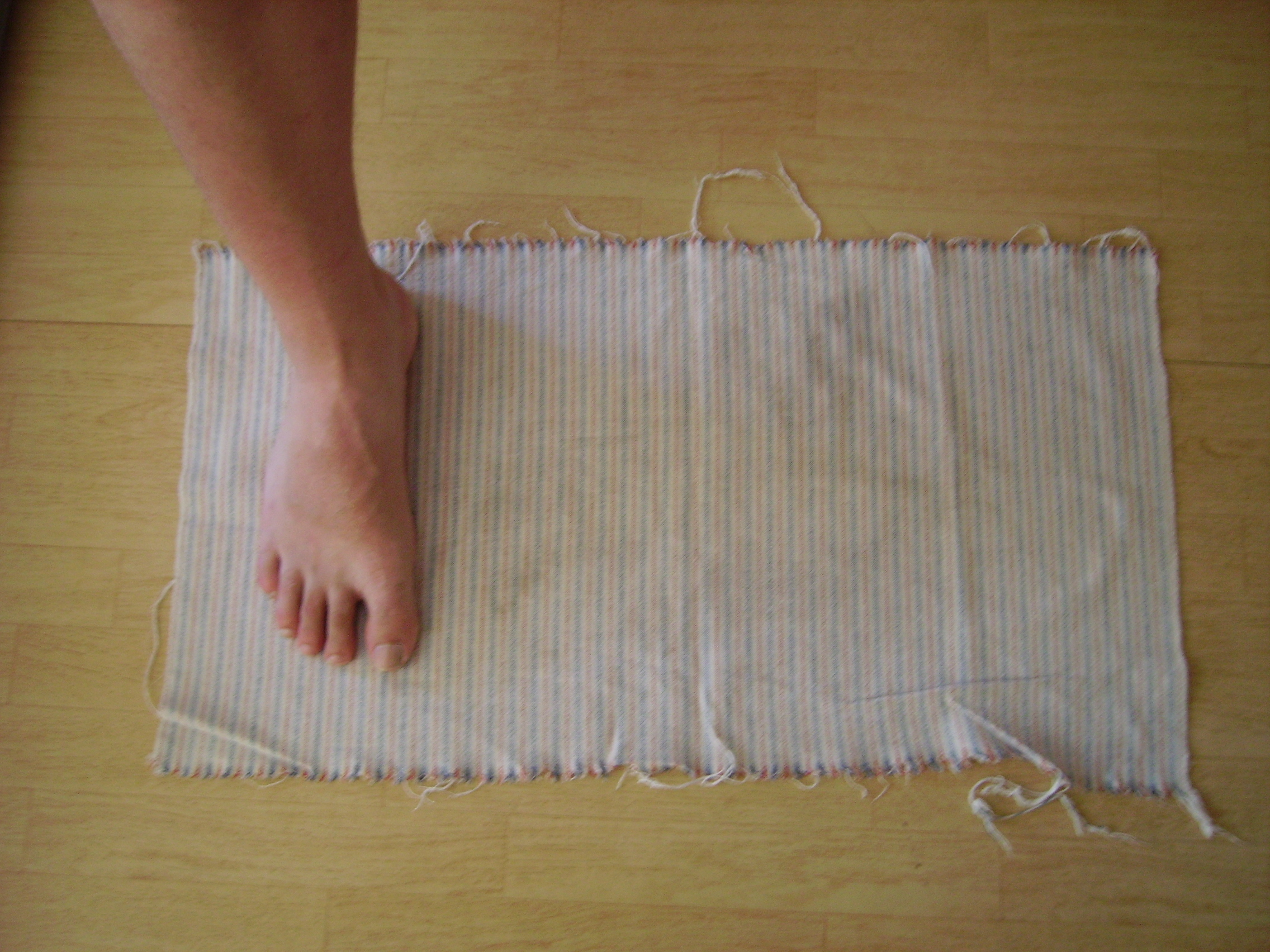
Fußlappen der finnischen Armee.

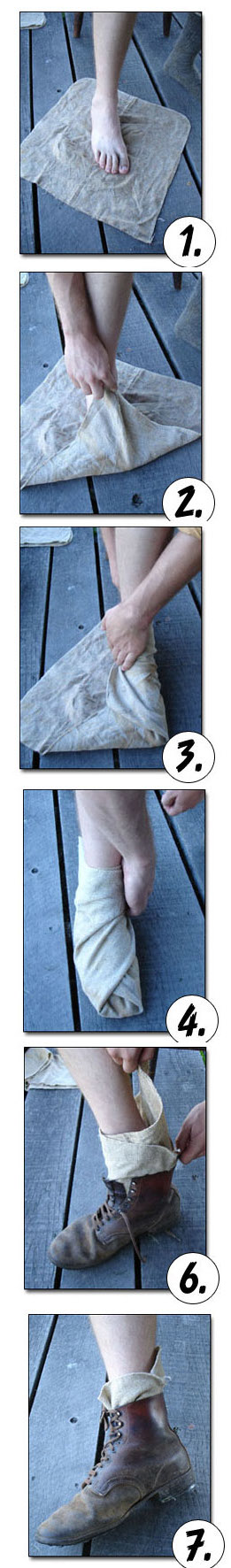
Anlegen eines Fußlappens

Fußlappen sind eine nur noch selten genutzte Fußbekleidung, die hauptsächlich in Stiefeln getragen wird, um ein Wundscheuern zu vermeiden, zusätzlichen Halt zu geben und um Schweiß zu binden. Sie bestehen aus zwei Tüchern, wobei jedes um einen Fuß gefaltet wird. Fußlappen waren gebräuchlich, bis Strümpfe üblich wurden.

## Geschichte
Die Anfertigung von Strümpfen war im Vergleich zu Fußlappen verhältnismäßig kompliziert, da dafür ein Schlauch hergestellt werden muss. Bis zur Einwanderung der Hugenotten war die maschinelle Herstellung von Strümpfen im deutschen Raum unbekannt, und Strümpfe standen nur gehobenen Ständen zur Verfügung. Stattdessen trug man Fußlappen und handgestrickte Strümpfe.
In Deutschland waren Fußlappen noch bis zum Zweiten Weltkrieg z. B. für Soldaten gebräuchlich. In der Nationalen Volksarmee der DDR waren sie – zumindest bis 1968 – üblich. Im russischen Kaiserreich wurde die Verwendung von Fußlappen (Portjanki, портянки) von der holländischen Armee übernommen und für die kaiserliche russische Armee eingeführt. Fußlappen blieben für mehr als 300 Jahre in den Armeen Russlands und einiger Folgestaaten der Sowjetunion (Belarus, Ukraine) gängige Fußbekleidung für Soldaten und wurden dort erst zu Beginn des 21. Jahrhunderts durch Strümpfe ersetzt. Die weite Verwendung in der russischen Armee hat im Französischen zur Bezeichnung „Chaussette russe“ (deutsch: „russische Strümpfe“) geführt.
In Osteuropa werden Fußlappen noch heute z. B. von Bergarbeitern benutzt. Auch in Wien werden Fußlappen noch heute von Kanalarbeitern verwendet, weil sie einen besseren Halt in den Stiefeln gewährleisten.

## Eigenschaften
Ein typisches Maß für Fußlappen ist z. B. 40 cm × 80 cm bzw. 40 cm × 40 cm. Als Material wird heutzutage Flanell verwendet. Es gibt Sommer- und Winterfußlappen. Während die Sommerfußlappen in der Regel aus Leinen oder Baumwollstoff bestehen, sind die Winterfußlappen aus einer Art Wattestoff oder aus einem Wolle-Baumwoll-Gemisch (50:50). Die Fußlappen sollen keine Naht haben, die reiben und drücken könnte, weswegen sie nicht aus mehreren Stücken zusammengenäht sein dürfen und auch nicht an den Rändern umgenäht sind.
Bei unsachgemäßem Falten kann es zu Reib- und Druckstellen und damit zu Blasen am Fuß kommen. So gab es beim Militär genaue Vorschriften, wie Fußlappen anzulegen waren.

## Vor- und Nachteile

### Vorteile
- sie trocknen schneller
- sie lassen sich leichter aus Stoffstücken anfertigen oder improvisieren
- sie verschleißen weniger als Socken (abgenutzte Stellen am Fußlappen kann man einfach durch andere Stellen des Fußlappens durch Drehen ersetzen)
- sie gleichen besser einen zu großen Schuh aus, der dann trotzdem fest anliegt

### Nachteile
- sie lassen sich schwerer anziehen als Strümpfe
- sie sind größer als Strümpfe
- ungenau gewickelte Fußlappen können zu wundgescheuerten Stellen führen und bei längerem Tragen zu Hautwunden.
- sie halten nicht fest ohne Schuhe